# Чемпіонат світу з водного поло
Чемпіонат світу з водного поло — турнір з водного поло, що проходить під егідою ФІНА. Є другим за престижністю турніром після Олімпійських турнірів з водного поло для чоловічих національних збірних. Проходить в рамках Чемпіонатів світу з водних видів спорту, будучи одним з видів програми чемпіонату. Перший турнір був проведений в 1973 році.
Чемпіонат світу серед жінок розігрується з 1986 року.

## Призери чемпіонатів світу
| Рік         | Місце проведення   | Золото              | Срібло     | Бронза              |
| 1973 Деталі | Югославія Белград  | Угорщина            | СРСР       | Югославія           |
| 1975 Деталі | Колумбія Калі      | СРСР                | Угорщина   | Італія              |
| 1978 Деталі | Німеччина Берлін   | Італія              | Угорщина   | Югославія           |
| 1982 Деталі | Еквадор Гуаякіль   | СРСР                | Угорщина   | Німеччина           |
| 1986 Деталі | Іспанія Мадрид     | Югославія           | Італія     | СРСР                |
| 1991 Деталі | Австралія Перт     | Югославія           | Іспанія    | Угорщина            |
| 1994 Деталі | Італія Рим         | Італія              | Іспанія    | Росія               |
| 1998 Деталі | Австралія Перт     | Іспанія             | Угорщина   | Югославія           |
| 2001 Деталі | Японія Фукуока     | Іспанія             | Югославія  | Росія               |
| 2003 Деталі | Іспанія Барселона  | Угорщина            | Італія     | Сербія і Чорногорія |
| 2005 Деталі | Канада Монреаль    | Сербія і Чорногорія | Угорщина   | Греція              |
| 2007 Деталі | Австралія Мельбурн | Хорватія            | Угорщина   | Іспанія             |
| 2009 Деталі | Італія Рим         | Сербія              | Іспанія    | Хорватія            |
| 2011 Деталі | Китай Шанхай       | Італія              | Сербія     | Хорватія            |
| 2013 Деталі | Іспанія Барселона  | Угорщина            | Чорногорія | Хорватія            |
| 2015 Деталі | Росія Казань       |                     |            |                     |

## Загальна кількість медалей
| Місце | Країна              | Золото | Срібло | Бронза | Загалом |
| ----- | ------------------- | ------ | ------ | ------ | ------- |
| 1     | Угорщина            | 4      | 7      | 1      | 12      |
| 2     | Італія              | 4      | 4      | 1      | 9       |
| 3     | Іспанія             | 3      | 4      | 3      | 10      |
| 4     | Хорватія            | 3      | 1      | 4      | 8       |
| 5     | Сербія              | 2      | 1      | 1      | 4       |
| 6     | СРСР                | 2      | 1      | 1      | 4       |
| 7     | Югославія           | 2      | 0      | 2      | 4       |
| 8     | Сербія і Чорногорія | 1      | 1      | 2      | 4       |
| 9     | Німеччина           | 0      | 1      | 3      | 4       |
| 10    | Чорногорія          | 0      | 1      | 0      | 1       |
| 11    | Росія               | 0      | 0      | 2      | 2       |
| 12    | ФРН                 | 0      | 0      | 1      | 1       |